# جیمز دابلیو یورک
 جیمز وی یورک (انگلیسی: James W. York؛ زاده ۳ ژوئیهٔ ۱۹۳۹) یک فیزیک‌دان اهل ایالات متحده آمریکا است.